# Beirut
Beirut este capitala Libanului și cel mai mare oraș din această țară, având peste două milioane de locuitori.

## Istorie
Orașul este amplasat pe așezări vechi de peste 5000 ani. În timpul fenicienilor, a fost umbrit de mai multe orașe-state puternice: Byblos, Sidon și Tir, Liban. Perioada maximă de glorie a Beirutului în perioada antică a fost sub stăpânirea Imperiului Roman. A fost numit "Colonia Julia Agusta Felix Berythus", dobândind drepturile de oraș-stat roman. 
Totuși, ce a contribuit la faima sa a fost Școala de Drept, care a excelat printre școlile de la Constantinopole și Atena, rivalizând cu cea de la Roma.
La 4 august 2020, multiple explozii masive în Portul Beirut au ajuns la moartea a cel puțin 203 persoane și 6 500 de oameni au fost răniți. Se crede că cauza exploziei provine din azotat de amoniu confiscat de către guvern și depozitat necorespunzator. Peste 250 000 de oameni au rămas fără adăpost de explozii.

## Economie
În prezent, orașul Beirut își menține rolul de un centru comercial și cultural, ce are un impact deosebit asupra regiunii Orienului Mijlociu. Din diferitele domenii de specializare, ale universităților au absolvit numeroase personalități, care au avut un rol important în politica orașului. Publicațiile și revistele, sunt citite de un număr mare de persoane din Orientul Mijlociu. Prin urmare Beirut rămâne cel mai mare centru publicitar din toată regiunea.
Este un centru comercial, bancar și financiar pentru întreaga regiune, cu aproximativ 85 bănci libaneze, nenumărate firme de import-export, operații comerciale arbitrare și triunghiulare și o piață cu comerț liber.

## Turism
Marile atracții ale orașului sunt : 
- Muzeul Universității Americane,
- Muzeul Sursock,
- Pigeons Rocks,
- Muzeul Național,
- Catedrala Maronită Sfântul Gheorghe din Beirut,
- Catedrala ortodoxă greacă „Sfântul Gheorghe” din Beirut.

Cea mai populară zonă se numește "Raouche", cu numeroase restaurante, ce au diferite specialități atât locale cât și tradiționale.

## Personalități marcante
- Salah Stétié (1929 - 2020), scriitor, diplomat;
- Fairuz (n. 1934), cântăreață;
- Joseph Safra (1938 - 2020), bancher brazilian;
- Hisham Kabbani (n. 1945),  teolog mistic american;
- Amin Maalouf (n. 1949), scriitor francez;
- Georgina Rizk (n. 1953), fotomodel, Miss Universe în 1971;
- Samir Bannout (n. 1955), culturist;
- Madeleine Tabar (n. 1958), actriță;
- Keanu Reeves (n. 1964), actor canadian;
- John Dolmayan (n. 1973), baterist, compozitor armeano-american;
- Nancy Ajram (n. 1983), cântăreață;
- Mika (n. 1983), cântăreț britanic.